# Mad Max Beyond Thunderdome
Mad Max Beyond Thunderdome of Mad Max 3 (Nederlandse bioscooptitel: Mad Max in de Donderkooi) is een Australische film uit 1985. Het is het vervolg op de films Mad Max en Mad Max 2. De film is net als zijn twee voorgangers geregisseerd door George Miller, ditmaal geholpen door George Ogilvie. Mel Gibson speelt wederom de hoofdrol, ditmaal naast Bruce Spence en Tina Turner.

## Verhaal
Jaren zijn verstreken sinds de vorige film. Max Rockatansky reist nog altijd per kameel door de outback. Hij wordt beroofd van al zijn bezittingen door een piloot, en kan nog net de stad Bartertown bereiken. Deze stad heeft als een van de weinige plaatsen nog elektriciteit, welke wordt gewonnen uit de ontlasting van varkens. De stad wordt geleid door Aunt Entity, wiens autoriteit echter wordt tegengewerkt door Master Blaster; een duo bestaande uit een slimme dwerg genaamd Master en een gemaskerde, zwaar gespierde man genaamd Blaster. Master is de enige die de nodige kennis heeft over de machines voor het opwekken van stroom, waardoor hij veel invloed op Aunt Entity kan uitoefenen. Dankzij Blaster durft bovendien niemand iets tegen hem te ondernemen.
Entity ziet in Max een oplossing voor haar probleem. Ze haalt hem over om Blaster uit te dagen tot een duel in de Thunderdome, een kooi waarin gevechten op leven en dood worden gehouden, in ruil voor nieuwe voorraden en een vervoermiddel. Max stemt toe. Hij slaagt erin Blaster tegen de grond te werken, maar geeft hem niet de fatale klap wanneer hij Blasters echte gezicht ziet. Entity is razend over het feit dat Max hun deal breekt. Ze laat Blaster executeren en verbant Max de woestijn in.
In de woestijn wordt Max gevonden door een groep kinderen, die in een oase leven en een primitieve samenleving hebben gecreëerd. Ze denken dat hij de legendarische piloot van de nabij de oase neergestorte Boeing 747 is, en dat hij is gekomen om hen naar de beschaving te brengen. Max moet hen teleurstellen met het nieuws dat de menselijke beschaving uit hun verhalen niet meer bestaat, en dat ze beter in de oase kunnen blijven daar Bartertown de enige vorm van beschaving binnen bereik is.
Enkele van de kinderen pikken dit niet en verlaten de oase toch. Max reist hen na. De groep arriveert weer in Bartertown. Ze vinden Master, die nu een slaaf is van Entity, en bevrijden hem. Ze worden betrapt en moeten vluchten in een trein. Een wilde achtervolging door de woestijn volgt, welke eindigt bij het vliegtuig van de piloot die Max in het begin van de film had overvallen. Max haalt hem over om de groep te helpen ontsnappen. Hij moet zelf echter achterblijven omdat het vliegtuig te zwaar beladen is. Het vliegtuig vertrekt en Max blijft alleen achter. Entity spaart zijn leven, maar laat hem zonder iets achter in de woestijn.
Jaren later hebben de kinderen uit de oase zich gevestigd in de ruïnes van Sydney. Ze vertellen elkaar nu het verhaal over Max.

## Rolverdeling
| Acteur          | Personage             |
| --------------- | --------------------- |
| Mel Gibson      | "Mad" Max Rockatansky |
| Tina Turner     | Aunty Entity          |
| Bruce Spence    | Jedediah, de piloot   |
| Adam Cockburn   | Jedediah Jr.          |
| Frank Thring    | The Collector         |
| Angelo Rossitto | Master                |
| Paul Larsson    | Blaster               |
| Angry Anderson  | Ironbar Bassey        |
| Robert Grubb    | Pig Killer            |
| Helen Buday     | Savannah Nix          |
| Tom Jennings    | Slake M'Thirst        |
| Edwin Hodgeman  | Dr. Dealgood          |

## Achtergrond

### Ontvangst
George Miller, regisseur van de vorige twee Mad Max-films, had interesse in het project verloren nadat zijn vriend, producer Byron Kennedy, omkwam bij een helikopterongeluk. Hij stemde uiteindelijk wel toe de actiescènes te regisseren, maar stond de rest van het regiewerk af aan George Ogilvie.
De reacties op de film waren grotendeels positief, maar meningen over de vraag of de film als het hoogtepunt of dieptepunt van de Mad Max-trilogie moet worden gezien lopen sterk uiteen. Vooral de kinderen die later in de film opduiken kregen veel kritiek van recensenten. De scènes in Thunderdome werden juist geprezen. Roger Ebert noemde het gevecht tussen Max en Blaster een van de creatiefste actiescènes uit de films.

### Verwijderde scènes
De film zou een paar extra scènes bevatten waarin Max’ personage verder wordt uitgediept, maar deze werden voor de première geschrapt:
Een van deze scènes is waarin Max na zijn aankomst in de oase voor het eerst in jaren weer eens goed kan slapen. Hij droomt hierbij over zijn vermoorde vrouw en zoon, en beseft dat hij zelf nu niet veel beter is dan de motorbende die verantwoordelijk was voor hun dood. Deze scène is wel verwerkt in de romanversie van de film.

### Filmmuziek
De muziek van de film is grotendeels gecomponeerd door Maurice Jarre, maar ook Tina Turner droeg eraan bij. Zo zong ze voor de film "We Don't Need Another Hero" en "One of the Living".

### Mad Maxfilms
In 1979 kwam de eerste film uit: Mad Max. In 1981 kwam Mad Max 2 uit, ook wel The Road Warrior genoemd. Een vierde film, Mad Max: Fury Road, kwam uit in 2015.

## Prijzen en nominaties
In 1986 won Tina Turner voor haar rol in “Mad Max Beyond Thunderdome” een Image Award in de categorie Outstanding Lead Actress in a Motion Picture
De film werd verder voor zes prijzen genomineerd, waaronder vier Saturn Awards, een Golden Globe en een Golden Reel Award.